# Zondag Hoofdklasse C
De Zondag Hoofdklasse C was een van de drie zondag Hoofdklassen in het Nederlands amateurvoetbal. Met de invoering van de Tweede Divisie in het seizoen 2016/17 werd het aantal hoofdklassen teruggebracht van drie naar twee en is de Hoofdklasse C komen te vervallen.
De Hoofdklasse C zondag bestond uit clubs die voornamelijk uit de regio's Noord en Oost kwamen.

## Geschiedenis
De hoofdklasse voor zondagamateurs bestaat sinds het seizoen 1974/75 toen de klasse met drie competities (A, B en C) boven de zes eerste klassen als hoogste amateurniveau werd ingevoerd. Vanaf het seizoen 1996/97 zijn de namen van de Hoofdklasse B en C omgewisseld zodat de noordoostelijke clubs in de Hoofdklasse C spelen en de Zuidelijke clubs in de Hoofdklasse B, dit in analogie met de hoofdklassen in het zaterdag die in dat seizoen zijn ingevoerd. Vanaf het seizoen 2016/17 is de Hoofdklasse C komen ter vervallen en waren er twee zaterdag Hoofdklassen, grofweg verdeeld in Noordwest (Hoofdklasse A) en Zuidoost (Hoofdklasse B). Vanaf het seizoen 2022/23 is de naamgeving voor dit niveau veranderd naar Vierde Divisie.

## Kampioenen
Met acht titels is De Treffers recordkampioen in deze competitie.
N.B. Tot 1996 was dit de zondag Hoofdklasse B, maar in 1996 werd de naam gewijzigd naar de zondag Hoofdklasse C.
Vanaf 2016 staan alle competities op 1 pagina.